# Cuverville-sur-Yères
 Cuverville-sur-Yères  es una población y comuna francesa, en la región de Alta Normandía, departamento de Sena Marítimo, en el distrito de Dieppe y cantón de Eu.

## Demografía
| 276 | 237 | 185 | 176 | 178 | 176 |
| Para los censos de 1962 a 1999 la población legal corresponde a la población sin duplicidades (Fuente: INSEE [Consultar]) |     |     |     |     |     |